# Рамона
Рамона (мађ. Ramóna) је женско име немачко-шпанског порекла. У преводу има значење паметни бранилац.
Мушки парњак овог имена је Рамон.

## Имендани
- 7. јануар.
- 31. август.